# Frederick Laforest
Pour les articles homonymes, voir Laforest.
Frederick Laforest est un avocat et un homme politique canadien.

## Biographie
Frederick Laforest est né le 6 juin 1864 à Fredericton, au Nouveau-Brunswick. Son père est André LaForest et sa mère est Genevieve Kertson. Il étudie au Collège Saint-Joseph de Memramcook puis au Collège Saint-Louis d'Edmundston. Il épouse Olive Moreau  le 18 juillet 1892.
Il est député de Madawaska à l'Assemblée législative du Nouveau-Brunswick de 1899 à 1903 en tant que libéral.